# أونوين ولدرز إنترتنمنت
أونوين ورلدرز إنترتنمنت (بالإنجليزية: Unknown Worlds Entertainment)‏، هي شركة أمريكية لإنتاج وتطوير ونشر ألعاب فيديو، أسست في مدينة سان فرانسيسكو الأمريكية سنة 2001، وأشتهرت بإصدار لعبة سابنوتيكا.

## الموقع الخارجي
- الموقع الرسمي